# Ursin Durand
Ursin Durand, in latino Ursinus Durandus, a volte italianizzato come Ursino Durando (Tours, 20 maggio 1682 – Parigi, 31 agosto 1771), è stato uno storico e monaco cristiano francese benedettino della Congregazione di San Mauro.

## Biografia
Prese i voti nel monastero di Marmoutier all'età di diciannove anni e si dedicò in particolare allo studio della diplomatica. Nell'aprile del 1709 si unì al suo confratello Edmond Martène, che stava facendo un viaggio letterario in Francia con lo scopo di raccogliere materiale per una nuova edizione di una Gallia christiana. Dopo aver perquisito gli archivi di oltre ottocento abbazie e cento chiese della cattedrale, i due tornarono nel 1713 all'abbazia di Saint-Germain-des-Prés, carichi di ogni tipo di documenti storici, molti dei quali furono inclusi in Gallia christiana, mentre gli altri furono pubblicati in un'opera separata, intitolata Thesaurus novus anecdotorum (1717).
Nel 1718 i due mauristi iniziarono un nuovo viaggio letterario attraverso la Germania e i Paesi Bassi per raccogliere materiale per il Rerum gallicarum et francicarum scriptores di Martin Bouquet. Oltre a raccogliere materiale prezioso per l'opera di Bouquet, raccolsero un'enorme massa di altri documenti storici che pubblicarono in una grande opera intitolata Veterum scriptorum et monumentorum historicorum, dogmaticorum et moralium amplissima collectio (1724-1733). Pubblicarono congiuntamente anche un resoconto in francese dei loro viaggi: Voyage littéraire de deux religieux bénédictins de la Congrégation de St. Maur (1717-1724).
Oltre alle opere che Durand pubblicò insieme a Martène, egli collaborò con i confratelli Maur Dantine e Charles Clémencet a un'opera in francese sulla diplomatica, intitolata L'Art de vérifier les dates (una grande cronologia benedettina), continuò la Collezione di lettere papali di Constant, assistette Sabatier nell'edizione dell'Itala e contribuì a molte altre pubblicazioni mauriste.
Nel 1734 fu bandito dal monastero di Saint-Germain-des-Prés come "appellante" giansenista, su istanza del Cardinale de Bissy. Fu mandato al monastero di Saint Eloi a Noyon. Dopo due anni gli fu permesso di riparare al monastero dei Blancs-Manteaux a Parigi, dove trascorse il resto della sua vita in attività letterarie.

## Opere

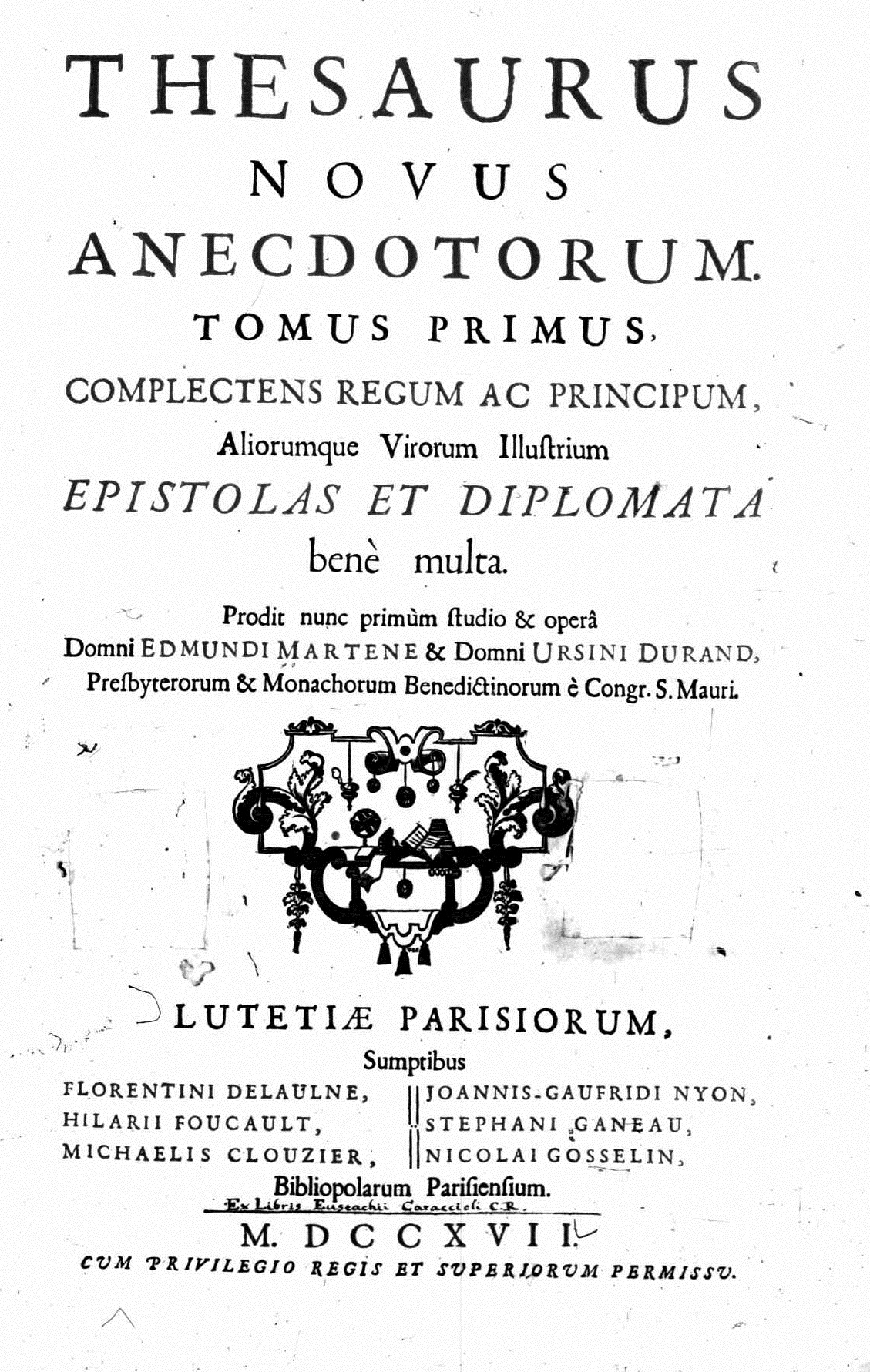
Thesaurus novus anecdotorum, 1717

- Thesaurus novus Anecdotorum, 5 vol. in-folio, Parigi, 1717. 
  - (LA) Thesaurus novus anecdotorum, vol. 1, Paris, Florentin Delaulne, 1717.
  - (LA) Thesaurus novus anecdotorum, vol. 3, 1717.
- Veterum scriptorum et monumentorum historicorum, dogmatiorum et moralium amplissima collectio, 9 vol. fol., Parigi, 1724-1733. 
  -  Veterum scriptorum et monumentorum historicorum, dogmaticorum, moralium amplissima collectio, vol. 4, 1729.
  -  Veterum scriptorum et monumentorum historicorum, dogmaticorum, moralium amplissima collectio, vol. 5, 1729.
  -  Veterum scriptorum et monumentorum historicorum, dogmaticorum, moralium amplissima collectio, vol. 9, 1733.
- Voyage littéraire de deux Religieux Bénédictins of the Congrégation de Saint-Maur, 2 vol., Paris, 1717 e 1724.
- Veterum scriptorum et monumentorum historicorum, dogmaticorum et moralium amplissima collectio, 9 voll. in-folio Parigi, 1724-1733.
- L'Art de vérifier les dates (con Maur Dantine e Charles Clémencet), edizione 1750 in 2 parti.
  - L'Art de vérifier les dates, edizione 1770.
  - L'Art de vérifier les dates, edizione 1818-1819, 5 volumi.